# Metavononoides albosigillatus
Metavononoides albosigillatus is een hooiwagen uit de familie Cosmetidae.